# Krčma (Domašín)
Krčma (německy Kretscham) je zaniklá vesnice v okrese Chomutov. Nacházela se asi 6 km severovýchodně od Klášterce nad Ohří v nadmořské výšce 700 m. Zanikla vysídlením v roce 1967 a na jejím místě vyrostly rekreační chaty.

## Historie
První písemná zmínka o Krčmě pochází z roku 1787 a nachází se v díle Topographie des Königreiches Böhmen od Jaroslava Schallera. Osada byla pojmenována podle zájezdního hostince, u kterého vznikla. Přes pozdní vznik se o dějinách vsi nedochovaly téměř žádné zprávy. Patřila k přísečnickému panství a její obyvatelé se pravděpodobně živili nevýnosným zemědělstvím, prací v lese a domácími pracemi, ke kterým v regionu patřila výroba krajek, pozamentů a drobných dřevěných předmětů.
Osada úředně zanikla vysídlením roku 1967, ale ještě v roce 1970 měla dva obyvatele. Později na jejím místě vznikly rekreační chaty, které jsou součástí domašínské místní části Nová Víska. Výstavbě dalších rekreačních objektů zabránila stavební uzávěra vydaná chomutovským okresním národním výborem v srpnu 1985.

## Obyvatelstvo
Při sčítání lidu v roce 1921 zde žilo 49 obyvatel (z toho 26 mužů) německé národnosti a římskokatolického vyznání. Podle sčítání lidu z roku 1930 měla vesnice 56 obyvatel se stejnou národnostní a náboženskou strukturou.
|           | 1869 | 1880 | 1890 | 1900 | 1910 | 1921 | 1930 | 1950 | 1961 |
| --------- | ---- | ---- | ---- | ---- | ---- | ---- | ---- | ---- | ---- |
| Obyvatelé | 69   | 66   | 60   | 53   | 47   | 49   | 56   | 2    | 3    |
| Domy      | 11   | 11   | 12   | 12   | 10   | 10   | 10   | 10   | .    |

## Obecní správa
Krčma nikdy nebyla samostatnou obcí. Po zrušení poddanství se v roce 1850 stala osadou Nové Vísky v okrese Přísečnice, ale roku 1868 byly obě vesnice převedeny do okresu Kadaň. V období 1904–1945 znovu patřily do přísečnického okresu. Roku 1945 byla Krčma připojena k Louchovu v kadaňském okrese a od roku 1960 byla částí obce Domašín. Úředně zanikla 1. dubna 1967.